# Pseudococcus callitris
Pseudococcus callitris är en insektsart som beskrevs av Williams 1985. Pseudococcus callitris ingår i släktet Pseudococcus och familjen ullsköldlöss. Inga underarter finns listade i Catalogue of Life.